# Ślusarz i kanclerz
Ślusarz i kanclerz (ros. Слесарь и Канцлер, Slesar´ i Kancler) – radziecki film niemy z 1923 roku w reżyserii Władimira Gardina. Adaptacja sztuki Anatolija Łunaczarskiego.

## Obsada
- Nikołaj Panow jako Von Turau, kanclerz
- Władimir Maksimow jako Frank Frey, adwokat
- Iwan Chudolejew jako cesarz Nordlandii
- Władimir Gardin jako Gammer, doradca handlowy
- Zoja Barancewicz jako hrabina Mitsi
- Nina Tairowa jako żona kanclerza
- Iona Tałanow jako Berenberg, generał adiutant
- Nikołaj Sałtykow jako Franz Stark, ślusarz
- Lidija Iskricka-Gardina jako Anna, robotnica
- Oleg Frielich jako Leo von Turau, syn kanclerza
- Iwan Kaprałow jako Robert, brat Leo
- Wiera Walicka jako Laura, żona Roberta
- Olga Bystricka jako Anna, kochanka Leo
- M. Arnazi
- Aleksandra Riebikowa
- Jewgenij Griaznow
- Karł Tomski
- Nikołaj Popow
- Stiepan Kuzniecow
- Olga Prieobrażenska